# Józefina Hrynkiewicz
Józefina Hrynkiewicz, właściwie Józefa Hrynkiewicz (ur. 7 października 1945 w Daniuszewie) – polska socjolożka i nauczycielka akademicka, profesor nauk humanistycznych, dyrektor KSAP (2006–2008), posłanka na Sejm VII i VIII kadencji.

## Życiorys
W 1970 ukończyła studia na Wydziale Psychologii i Pedagogiki Uniwersytetu Warszawskiego. W 1976 uzyskała stopień naukowy doktora. W 1990 na Wydziale Filozofii i Socjologii UW habilitowała się na UW na podstawie rozprawy zatytułowanej Kwestia społeczna w pracach Ludwika Krzywickiego. W 2006 otrzymała tytuł naukowy profesora nauk humanistycznych. Specjalizuje się w uwarunkowaniach i strategii rozwoju polityki społecznej, uwarunkowaniach społecznych rozwoju demograficznego oraz rozwoju samorządów społecznych, ruchów i inicjatyw obywatelskich.
Zawodowo związana z Instytutem Polityki Społecznej i następnie z Instytutem Stosowanych Nauk Społecznych Uniwersytetu Warszawskiego, gdzie doszła do stanowiska profesora zwyczajnego. Została również wykładowczynią Wyższej Szkoły Ekonomiczno-Humanistycznej w Skierniewicach, w latach 1996–2006 pełniła funkcję rektora tej uczelni.
Współpracowała m.in. z Instytutem Spraw Publicznych (od 2000), Zakładem Ubezpieczeń Społecznych (m.in. jako członkini rady nadzorczej ZUS), Biurem Studiów i Ekspertyz Kancelarii Sejmu RP (w latach 1991–1995), Kancelarią Senatu RP (od 1990). W latach 1992–1993 była doradcą rządowym ds. polityki społecznej, w latach 1994–1996 pełniła funkcję sekretarza rady nadzorczej Polskiego Radia. Od 1997 do 2002 była członkinią i wiceprzewodniczącą Rady Społeczno-Ekonomicznej przy Rządowym Centrum Studiów Strategicznych, a od 2006 do 2008 dyrektorem Krajowej Szkoły Administracji Publicznej. Powoływana także na członkinię Rady Społecznej Episkopatu Polski (2001), wiceprzewodniczącą (1999) i przewodniczącą (2016) Rządowej Rady Ludnościowej. W latach 2007–2009 zasiadała w Radzie Służby Publicznej przy prezesie Rady Ministrów.
W 2010 prezydent RP Lech Kaczyński powołał ją na członkinię Narodowej Rady Rozwoju. W wyborach parlamentarnych w 2011 została liczbą 17 039 głosów wybrana do Sejmu jako bezpartyjna kandydatka i liderka listy Prawa i Sprawiedliwości w okręgu rzeszowskim. Była członkinią komitetu naukowego II i III Konferencji Smoleńskiej z lat 2013–2014, skupiającej osoby zajmujące się katastrofą samolotu Tu-154 w Smoleńsku z 10 kwietnia 2010.
W wyborach do Parlamentu Europejskiego w 2014 startowała z listy Prawa i Sprawiedliwości w okręgu nr 9 w Rzeszowie i nie uzyskała mandatu eurodeputowanej, zdobywając 969 głosów. W 2015 z powodzeniem ubiegała się o poselską reelekcję (dostała 27 010 głosów). W 2019 nie została ponownie wybrana.
W 2024 weszła w skład komitetu wspierającego kandydaturę Karola Nawrockiego na prezydenta RP w wyborach w 2025; została koordynatorką utworzonego w ramach tego komitetu zespołu ds. polityki społecznej.

## Odznaczenia
- Krzyż Oficerski Orderu Odrodzenia Polski (2025)[14]

## Wybrane publikacje
- Decentralizacja funkcji społecznych państwa (red.), ISP, Warszawa 2001.
- Kwestia społeczna w pracach Ludwika Krzywickiego, Wyd. UW, Warszawa 1988.
- Mierniki i wskaźniki w systemie ochrony zdrowia (red.), ISP, Warszawa 2001.
- Prace Instytutu Stosowanych Nauk Społecznych (red.), ISNS UW, Warszawa 1997.
- Przeciw ubóstwu i bezrobociu. Lokalne inicjatywy obywatelskie (red.), ISP, Warszawa 2002.
- Społeczno-ekonomiczne uwarunkowania karier szkolnych młodzieży, PWN, Warszawa 1979.
- Średniookresowa strategia zmian polityki społecznej. Synteza raportu z badań, IRiSS, Warszawa 1994.
- Ubezpieczenie społeczne w Polsce. 10 lat reformowania (red. nauk.), ISNS UW, Warszawa 2011.